# Чемпионат России по греко-римской борьбе 2013
Чемпионат России по греко-римской борьбе 2013 года прошёл в городе Санкт-Петербурге 22-27 мая.

## Медалисты
| Категория | Золото                           | Серебро                               | Бронза                                                      |
| --------- | -------------------------------- | ------------------------------------- | ----------------------------------------------------------- |
| до 55 кг  | Иван Татаринов Новосибирск       | Бекхан Манкиев Красноярск             | Степан Марянян Краснодар Родион Саматов Татарстан           |
| до 60 кг  | Иван Куйлаков Тверь, Новосибирск | Ибрагим Лабазанов Санкт-Петербург     | Мингиян Семёнов Красноярск Ахмед Гаджимурадов Красноярск    |
| до 66 кг  | Ислам-Бек Альбиев Москва, Чечня  | Юрий Денисов Санкт-Петербург          | Замир Загаштоков Москва Анзор Мутузов Чечня                 |
| до 74 кг  | Ильяс Магомадов Москва           | Александр Чехиркин Ростовская область | Евгений Салеев Мордовия Руслан Белхороев                    |
| до 84 кг  | Алексей Мишин Мордовия           | Алан Хугаев Северная Осетия, Москва   | Имиль Шарафетдинов Москва Азамат Бикбаев Башкортостан       |
| до 96 кг  | Никита Мельников Красноярск      | Рустам Тотров Тюмень                  | Артур Шахбанов Краснодар Ислам Магомедов Ростовская область |
| до 120 кг | Сергей Андрусик Новосибирск      | Алихан Аюбов Москва                   | Лом-Али Акаев Красноярск Шохрудди Аюбов Москва              |